# Rome (stacja metra)
Rome - stacja 2. linii metra  w Paryżu. Stacja znajduje się pomiędzy 17. a 8. dzielnicą Paryża. Stacja została otwarta 6 grudnia 1902 r.